# گروه کی‌سی‌بی
گروه کی‌سی‌بی (انگلیسی: KCB Group) شرکت خدمات مالی کنیایی است، که در سال ۱۸۹۶ تأسیس شد.